# ألفرد جاي إغرز
ألفرد جاي إغرز (بالإنجليزية: Alfred J. Eggers) هو مهندس فضاء جوي ومهندس أمريكي، ولد في 24 يونيو 1922 في أوماها في الولايات المتحدة، وتوفي في 22 سبتمبر 2006 في أثرتون في الولايات المتحدة.